# 陳少遊
陳少遊（724年—784年），博州博平人（今山东高唐西南）人。唐代官員。
祖父陳儼，为唐代安西副都护。父陳慶，曾任右武衛兵曹參軍。少遊幼年讀《老子》、《莊子》、《列子》等書，為崇玄館學生，被推為都講。早年擔任渝州南平（今四川巴县）縣令，至德年間河东节度王思禮奏为参谋。宝应元年，入京为金部员外郎。大曆五年（770年），改浙东观察使。大曆八年，迁淮南节度使，鎮守揚州。建中三年（782年），淄青节度使李纳叛亂，少遊率淮南兵收復徐、海等州；不久又被奪去，只得退屯盱眙（今江苏盱眙）。唐德宗移駕奉天（今陕西乾县）後，陳少遊奪取鹽鐵使包佶负责押送的公款共計八百万貫。又暗中聯絡李希烈，遣參謀溫述送款於希烈，並稱“濠、壽、舒、廬，已令馳備，韜戈卷甲，伏俟指麾。”
唐将劉洽收复汴州時，取得李希烈起居注，上寫有“某月某日陈少遊上表归顺”之字樣。少遊惶恐發病，十二月，病死，赠太尉。

## 延伸阅读
[在维基数据编辑]
 《舊唐書·卷126》，出自刘昫《舊唐書》
 《新唐書·卷224上》，出自《新唐書》